# الرد على المنطقيين (كتاب)
الرد على المنطقيين. كتاب لشيخ الإسلام ابن تيمية يبحث عما اتخذوه أساسا للفكر البشري منذ أقدم العصور قبل الإسلام وتطوّراته في عهد الإسلام إلى عصر المصنف ويبين ما لذلك الأساس في الأفكار الإسلامية والعلوم الشرعية من عميق الأثر وعظيم السلطان ثم يكشف ما فيه من فساد وعوج بتحقيق دقيق وبصيرة نافذة وجُرأة نادرة المثال.
يفرق بين الحق والباطل ويميز بين الصحيح والفاسد ويهدي إلى صراط مستقيم ويقذف بالحق على الباطل فيدمغه فإذا هو زاهق.
تصد مصنف الكتاب لجيش كثيف من الشبهات مشككة وظنون كاذبة وبدع مُضلة ومحدثات مزخرفة فحمل عليه حملات صادقة متسلحا بسلاح لا ينكسر ومتدعا بدرع.

## وصلات خارجية
- برنامج أحبار وأفكار I الرد على المنطقيين لابن تيمية II أ.د سعود العريفي على يوتيوب.